# Lasioglossum molle
Lasioglossum molle là một loài Hymenoptera trong họ Halictidae. Loài này được Sandhouse mô tả khoa học năm 1924.